# Vetranion
Vetranion (latinsko: Vetranio, včasih tudi napačno Vetriano), izkušen rimski general, od 1. marca – 25. decembra 350 samozvani cesar Rimskega cesarstva, * ni znano, † okoli leta 356.
Igleda, da je kot magister militum poveljeval  rimski armadi v Iliriku in Panoniji. Po uboju  cesarja Konstansa se je na željo Konstansove sestre avguste Konstantine, ki je pričakovala njegovo zaščito, 1. marca 350 v Sirmiumu razglasil za cesarja. 
Cesar Konstancij II. je sprva sprejel njegov položaj in se z njim celo uradno srečal v Naisu, decembra 350 pa se je premislil. Vetranionu je ponudil, da se upokoji in se kot navaden državljan umakne v Bitinijo v Malo Azijo. Vetranion je njegovo ponudbo sprejel in okoli leta 356 verjetno naredil samomor. 
| Vladarski nazivi     | Vladarski nazivi                               | Vladarski nazivi          |
| -------------------- | ---------------------------------------------- | ------------------------- |
| Predhodnik: Konstans | Rimski cesar 350 Služboval ob: Konstanciju II. | Naslednik: Konstancij II. |